# Prunus napaulensis
Prunus napaulensis är en rosväxtart som först beskrevs av Ser. in Dc., och fick sitt nu gällande namn av Ernst Gottlieb von Steudel. Prunus napaulensis ingår i släktet prunusar, och familjen rosväxter. Inga underarter finns listade i Catalogue of Life.